# Rachel Cuschieri
Rachel Cuschieri, née le 26 avril 1992, est une footballeuse internationale maltaise.

## Biographie
Rachel Cuschieri a débuté à l'âge de cinq ans au San Gwann FC (Malte). À 13 ans, elle est transférée à Birkirkara (Malte), dans ce club, elle marque 79 buts en 65 matchs. Après 4 saisons, elle part à Apollon Limassol (Chypre). Avec ce transfert, Rachel Cuschieri devient la première professionnelle maltaise. Elle est actuellement considérée comme l'une des meilleures joueuses de l'île méditerranéenne de Malte.

## Palmarès
- Championne de Belgique en 2018 avec le RSC Anderlecht
- Championne de Chypre en 2015 - 2016 - 2017 avec Apollon Limassol
- Championne de Malte en 2012 et 2013 avec le Birkirkara FC
- Vainqueur de la Coupe de Chypre en 2015 - 2016 - 2017 avec Apollon Limassol
- Vainqueur de la Coupe de Malte en 2011 et 2013 avec le Birkirkara FC
- Vainqueur de la Supercoupe de Chypre 2016 avec Apollon Limassol

## Statistiques

### Ligue des Champions
- 9 matchs, 1 but avec le Birkirkara FC
- 13 matchs, 5 buts avec l'Apollon Limassol

## Distinctions
- Meilleure buteuse du Championnat de Malte en 2010, 2011, 2012, 2013 et 2014
- MFA Player of the Year (2) : 2011 et 2012
- Melita Player of the year (2) : 2009 et 2012